# Allgemeiner Turn- und Sportverein Kulmbach 1861 e.V.
Allgemeiner Turn- und Sportverein Kulmbach 1861 e.V. é uma agremiação esportiva alemã, fundada a 23 de maio de 1861, sediada em Kulmbach, na Baviera.

## História
O ATS, em seus melhores dias, atuou na terceira divisão e alcançou a primeira fase da Copa da Alemanha, em 1975-76. O sucesso, entretanto, diminuiu gradativamente, a ponto da equipe jogar na décima-primeira divisão, o nível mais baixo em sua região.
O clube foi fundado como um clube de ginástica em 1861, sob o nome de Turnverein 1861. O TV demorou até 1911 para formar um departamento de futebol. Em 1931, o TV se fundiu com locais lado Turnerbund Kulmbach para formar Kulmbacher Turnerschaft.
Após o fim da Segunda Guerra Mundial, a 3 de março de 1946, o ATS Kulmbach foi formado.
O ATS fez uma primeira aparição no cenário do futebol bávaro quando venceu o campeonato local Oberfranken, em 1948, e tomou parte da fase de promoção para a Landesliga Bayern (II), na qual ficou em último, sem uma vitória. O Kulmbach fez outra tentativa de chegar à Landesliga no ano seguinte, mas sem sucesso. 
O clube conseguiu finalmente, em 1951, sua promoção ao maior campeonato da Baviera, que era então o nível três, Amateurliga Bayern. 
O Kulmbach terminou sua primeira temporada na Bayernliga em 13º lugar, a três pontos de distância da zona de rebaixamento. O clube melhorou dramaticamente na temporada seguinte, conquistando o título graças a um campeonato invicto em casa. A equipe então participou da fase de promoção para o nível dois, a 2. Oberliga Süd, mas terminou em último entre seis equipes. O FC Hanau 93 e o vice-campeão FC Wacker München conseguiram a promoção.
O campeonato foi dividido em Baviera, norte e sul, de 1953 a 1963 e o ATS foi agrupado no grupo norte, no qual terminou em quarto lugar na temporada 1953-54. O clube permaneceu medianamente até a temporada 1957-58, quando um 14º lugar significou o rebaixamento para a então 2. Amateurliga Oberfranken (IV). 
O ATS levou até 1960 para se recuperar do descenso, quando ganhou a divisão Leste da Liga Oberfranken e bater o campeão ASV Gaustadt para ganhar a promoção novamente à terceira divisão. 
O clube conseguiu um impressionante terceiro lugar em seu primeiro ano na volta à Amateurliga Bayern, mas posteriormente ficou reduzido às piores posições da tabela. Em 1963, a partir da introdução da Fußball-Bundesliga, a Amateurliga, na Baviera, foi revertida para um formato único divisão novamente e o ATS, terminando em décimo, perdeu os requisitos de qualificação de forma clara. 
O clube se tornou parte da nova camada quatro, a Landesliga Bayern-Nord, na qual passou um número de nível mediano, escapando do descenso ainda em 1966-67. Posteriormente, o Kulmbach melhorou, terminando entre os cinco primeiros nas seguintes três temporadas. Em 1971 e 1972, o time caiu um pouco, mas um segundo lugar na temporada 1972-73 mostrou melhora. No ano seguinte, ganhou o campeonato e voltou para a Amateurliga.
O Kulmbach obteve bom desempenho nesse nível, melhorando a cada temporada de 1974 a 1977, culminando com o vice-campeonato em 1977. O clube ganhou o direito de participar do campeonato de futebol amador alemão, no qual capitulou na semifinal diante da equipe reserva do Fortuna Düsseldorf. Também participou da Copa da Alemanha, 1975-76, perdendo para o Sportfreunde Siegen na primeira fase. O ATS continuou a desfrutar de bons desempenhos na Amateurliga, terminando em sexto, quinto e quinto. A partir de 1980, o desempenho diminuiu e, em 1982, foi rebaixado para a Amateur Oberliga Bayern. 
O time passou por três boas temporadas na Landesliga mas depois, em 1986, foi rebaixado novamente, para a Bezirksliga. Conseguiu fazer um retorno por uma temporada, mas depois tomou parte da nova Bezirksoberliga Oberfranken. Em 1991, ganhou a promoção para uma temporada, mas depois não voltou a esse nível até 1998, passando seu tempo no Bezirksoberliga.
Por duas temporadas o ATS atuou na Landesliga mais uma vez, mas, após sofrer o rebaixamento mais uma vez, em 2000, foi incapaz de voltar a esse nível. Em 2004, após uma série de bons anos na Bezirksoberliga, o clube teve de se retirar da liga.
Viria a ressurgir na Bayreuth A-Klasse/Kulmbach 3 (X), em 2005-06, quando conquistou o título. Depois de um bom resultado na A-Klasse Bayreuth/Kulmbach 3 (X), em 2006-07, desapareceu de novo, para voltar mais uma vez para a A-Klasse em 2008. O ATS conseguiu montar novamente um time de futebol na temporada 2008-09, no entanto foi incapaz em 2007-08. 
O clube por vezes é mencionado como uma das bases de um possível FC Oberfranken, uma fusão dos times locais de Oberfranken como ATS, SpVgg Bayern Hof, 1. FC Lichtenfels e FC Kronach. O objetivo, de trazer um time de volta ao futebol profissional da região foi tentado pelo SC Weismain e seu principal patrocinador, Alois Dechant, no passado. 
Após ter vencido o título, na temporada 2008-09, da A-Klasse Bayreuth/Kulmbach 4 (XI), o ATS Kulmbach foi promovido à Kreisklasse Bayreuth-Kulmbach 5 (X).

## Títulos
- Amateurliga Bayern (III) 
  - Campeão: 1953
- Landesliga Bayern-Nord (IV) 
  - Campeão: 1974
  - Vice-campeão: 1973
- Oberfranken championship (III-IV) 
  - Campeão: 1948, 1960
- 2. Amateurliga Oberfranken Ost (IV) 
  - Campeão: 1949, 1951
- Bezirksoberliga Oberfranken (V-VI) 
  - Champions: (2) 1991, 1998
- A-Klasse Bayreuth/Kulmbach 3 (X) 
  - Champions: 2006
- A-Klasse Bayreuth/Kulmbach 4 (XI) 
  - Campeão: 2009

## Cronologia recente
| Temporada | Divisão                         | Módulo          | Posição         |
| 1999–2000 | Landesliga Bayern-Nord          | V               | 16º ↓           |
| 2000–01   | Bezirksoberliga Oberfranken     | VI              | 8º              |
| 2001–02   | Bezirksoberliga Oberfranken     | VI              | 8º              |
| 2002–03   | Bezirksoberliga Oberfranken     | VI              | 4º              |
| 2003–04   | Bezirksoberliga Oberfranken     | VI              | 4º              |
| 2004–05   | did not compete                 | did not compete | did not compete |
| 2005–06   | A-Klasse Bayreuth/Kulmbach 3    | X               | 1º ↑            |
| 2006–07   | Kreisklasse Bayreuth 2          | IX              | 4º              |
| 2007–08   | did not compete                 | did not compete | did not compete |
| 2008–09   | A-Klasse Bayreuth/Kulmbach 4    | XI              | 1º ↑            |
| 2009–10   | Kreisklasse Bayreuth-Kulmbach 5 | X               | 4º              |
| 2010–11   | Kreisklasse Bayreuth-Kulmbach 5 | X               | 9º              |
| 2011–12   | Kreisklasse Bayreuth-Kulmbach 5 | X               | 2º              |
| 2012–13   | Kreisklasse Bayreuth-Kulmbach 5 | IX              | º               |

## Fonte
- Süddeutschlands Fussballgeschichte in Tabellenform 1897–1988 (em alemão) History of Southern German football in tables, author: Ludolf Hyll